# 山本能楽堂
公益財団法人山本能楽堂（やまもとのうがくどう）は大阪府大阪市中央区にある能楽堂及びそれを所有運営する公益財団法人。建物は市街地にある木造三階建ての内部に本格的な能舞台を持つことから、2006年（平成18年）11月29日に国の登録有形文化財の登録を受けている。2011年から2014年まで文化庁「重要建造物等公開活用事業」として、耐震補強工事、設備工事、衛生工事など大規模改修工事を行い、舞台照明のカラーLED化、全館床暖房化など設備面が機能強化された。古い建物でありながら最新の技術が加わり、歴史の陰翳が刻まれた建物にモダンな空間が対峙する独特の空間に生まれ変わった。改修のコンセプトは「開かれた能楽堂」。見所（客席）は桟敷席で、日本を代表する建築家の1人である吉村順三発案の「たためる椅子」が整備されており、車椅子にも対応している。
鏡板の松は松野奏風の筆による。

## 概要
「Tradition for a better future」を理念とし、公益法人として、能を「現代に生きる魅力的な芸能」としての普及と伝承に努め、新しい視点の公演を数多く企画。「初心者も楽しい体験型の能楽堂」をキャッチフレーズにしている。
平成18年からは、大阪市、大阪商工会議所、大阪観光局と共同で、大阪に伝わる能、文楽、上方歌舞伎、上方舞、上方落語、上方講談、浪曲等の上方伝統芸能を貴重な地域遺産として捉えなおし、一晩に4種類の上方伝統芸能をショーケース的に上演する「上方伝統芸能ナイト」を開催し、これまでに200回以上公演を繰り返し、上方伝統芸能の情報発信基地の役割も担い、大阪における文化振興に寄与してきた。毎日新聞には「古典の秘密基地」と掲載された。
また、平成20年から日本語、英語、韓国語、中国語（繁体語、簡体語）による字幕を掲示し、配布資料も5ヵ国語の資料を配布するインバウンド対応公演を、上方伝統芸能の世界では先駆的に取組み、平成23年からは、司会者も英語による全て英語で上方伝統芸能を楽しむことができる公演も毎年開催している。
国内外の要人も多く訪れ、2019年大阪市で開催されたG20サミットに出席した当時のイギリス首相テリーザ・メイの単独インタビュー場所として、イギリス側から、日本に来たことが分かる場所でインタビューを受けたいとの理由で、ここをインタビュー場所として指定されたこともある。
能楽の海外公演にも積極的に取り組んでおり、2016年には能として初めてシビウ国際演劇祭に招かれ「安達原」を上演。以来連続で参加し、公演以外にストリートライブ能、ワークショップ、シンポジウム参加などの活動を通して日本国内のみならず世界に向けて、日本人の美意識や世界観を発信している。
2017年、大阪城とブルターニュ大公城の友好城郭提携に際しては、調印記念として、ナント市・市長公館、ブルターニュ大公城、オペラ座（グラスラン劇場）等で能楽公演を行った。
2022年には、大阪市とミラノ市の姉妹都市提携40周年記念の特別能楽公演をミラノのフェデリコ・パレンティ劇場で開催。大喝采を受け、両都市間の国際相互理解に寄与し、この公演を機に、国立ミラノ大学に能を学ぶコースが新設され、能のワークショップもその正式な単位となった。

## 歴史
最初の舞台は昭和2年に山本博之により建てられたが、昭和20年の大阪大空襲により焼失。昭和25年に全国の能楽堂に先駆けて再建された。

昭和25年3月2日の朝日新聞に「本格的な能舞台、大阪で4月に再建」というタイトルで、「能楽堂は戦災でその大半を失い、今年は東京の水道橋宝生能楽堂が落成する筈だが、それにさきがけて観世流の山本博之氏が東区徳井町の旧邸跡に復興した山本能楽堂がほぼ完成、四月下旬には落成式を挙げる予定で鏡板の松の絵を能画の第一人者松野奏風画伯が腕をふるって仕上げている。舞台は西本願寺黒書院の国宝舞台（桃山城の遺構）を写した方三間の本格舞台で鏡板の松も本願寺のものにならい根上松が向かって右へのびているのと、一方の松を切戸の上まで延ばしているのが普通と異なっている」と書かれている。

舞台披きは、二十五世観世宗家をはじめ京阪神の職分大家・三役が出演し、5日間にわたって開催された。

## 山本家の歴史
山本家は信州山本城主、諏訪盛重に発するという。諏訪氏は鎌倉の重臣として栄えた家だが、永正年間（1500年ごろ）信州をたちのき、近江国野洲郡赤野井村に移り住んだ。

赤野井村は1623（元和9）年に成立して幕末まで存続した淀藩領で、そこで諏訪家は大庄屋をつとめ、代々農民の指導者となり、地方自治にも功績を残した。この家は、現在も滋賀県守山市大家赤野井171に大庄屋諏訪家屋敷として残っている。
山本家の初代、七郎右衛門は元禄年間に京都へ出て、烏丸三条で伊勢屋と称する大名貸の両替商を営んだ。
以降、代々京都にあって、五大両替商の一つとして指折りの身代となり、長者番付にその名前が載るほどだった。
1850（嘉永３）年、東京奠都にあたっては、三井、下村、熊谷などともに資金を献納したことが、徳富蘇峰「明治維新史」に記されている。
また、祇園祭の鈴鹿山には、1718（享保3）年に山本家が寄贈した能面がご神体として今も使用されている。
山本博之の父、九代目弥太郎（雅号・天麗）は伊弥太貯蓄銀行を設立、エクイテープル生命保険代理店を営み、長く京都市会議員をつとめ、京都市電敷設などに尽力する。
家は実に、間口15、6間（約30m弱）、奥ゆき20間（約36m）、土蔵を四つも持ち、三条通りの一角がすべて山本家という大邸宅だった。

## 略年表
- 1927年 - 観世流能楽師山本博之が建設
- 1945年 - 第二次世界大戦の戦災により焼失
- 1950年 - 再建
- 2006年 - 国の登録有形文化財に登録される
- 2012年 - 文化庁「重要建造物等公開活用事業」により3年間の大規模改修を行う
- 2016年 - ブルガリアとの交流活動が文化・芸術による地域作りを推進したとして2015年度国際交流基金「地球市民賞」受賞[10]
- 2016年 - シビウ国際演劇祭参加「安達原」上演[11]

## 受賞歴
- 2008年 - パナソニック教育財団「心をはぐくむフォーラム」奨励賞
- 2010年 - 第3回ゆめづくりまちづくり賞　奨励賞（国土交通省近畿地方整備局）
- 2011年 - 第4回ゆめづくりまちづくり賞　奨励賞（国土交通省近畿地方整備局）
- 2011年 - 第42回博報賞（日本文化理解教育部門）
- 2012年 - ティファニー財団　伝統文化大賞
- 2012年 - 関西元気文化圏賞　特別賞
- 2014年 - 国土交通大臣表彰「手作り郷土賞」
- 2015年 - 日本水大賞「未来開拓賞」
- 2016年 - 国際交流基金「地球市民賞」
- 2016年 - ＪＴＢ文化交流賞「選考委員特別賞」
- 2017年 - 第1回はなやかKANSAI魅力アップアワード「インバウンド大賞特別賞」（経済産業省 近畿経済産業局）
- 2017年 - 平成29年度　外務大臣表彰
- 2017年 - グッドデザイン賞2017
- 2020年 - グッドデザイン賞2020
- 2021年 - 令和2年度「大阪文化賞」
- 2022年 - 第11回毎日地球未来賞 クボタ賞（準大賞）

## 主な自主公演
- たにまち能：山本家一門の定期演能会
- とくい能：上演前の解説、上演後のアフタートーク・質疑応答を交えた初心者も楽しめる能公演。
- 初心者のための上方伝統芸能ナイト：大阪に伝わる能、文楽、上方舞、落語、講談、浪曲等の上方伝統芸能の中から、一度に4種類の芸能をオムニバスに上演する。
- 光と照明による能舞台の陰翳：照明デザイナー藤本隆行によるLED照明の演出を加えた能公演。
- 能からみた日本の宗教：宗教学者・釈徹宗と観世流能楽師シテ方・山本章弘が上演する能に関連づけた神道や仏教にまつわるテーマで対談の後、能を上演する。